# Remise (architecture)
Pour les articles homonymes, voir Remise.

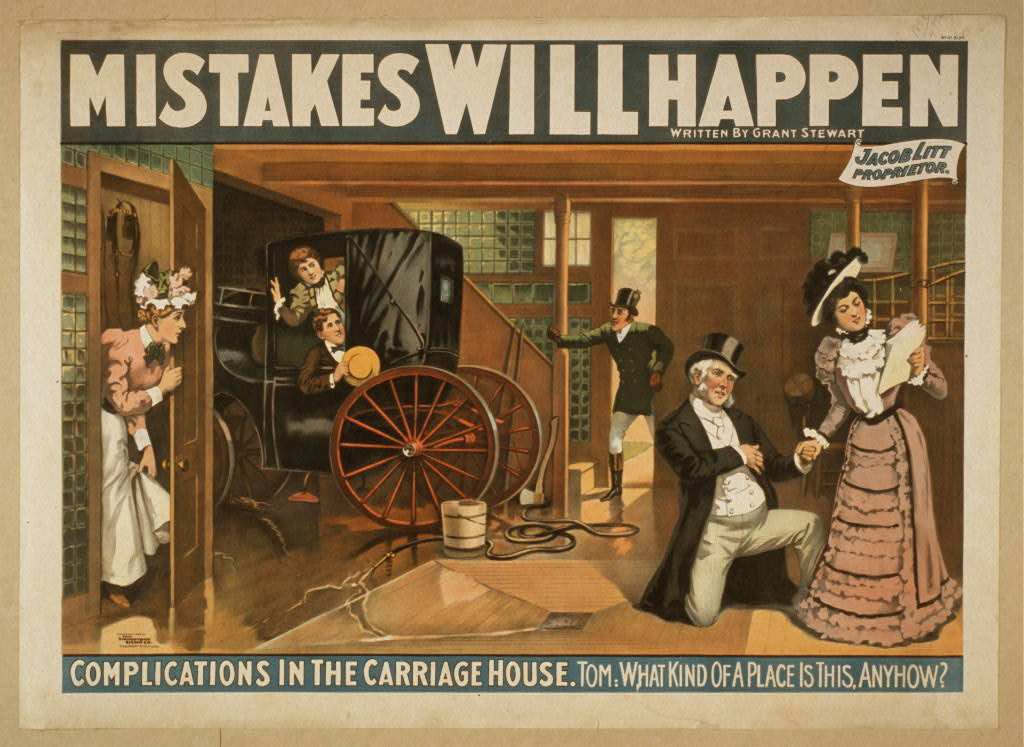
Reproduction fantaisiste de l'intérieur d'une remise dans une affiche théâtrale (1898).

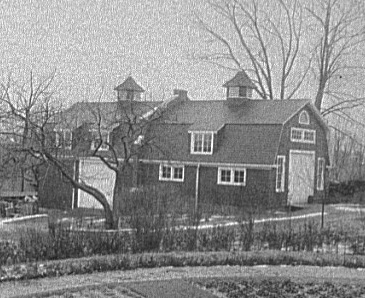
Une remise dans la ville de New York vers 1900.

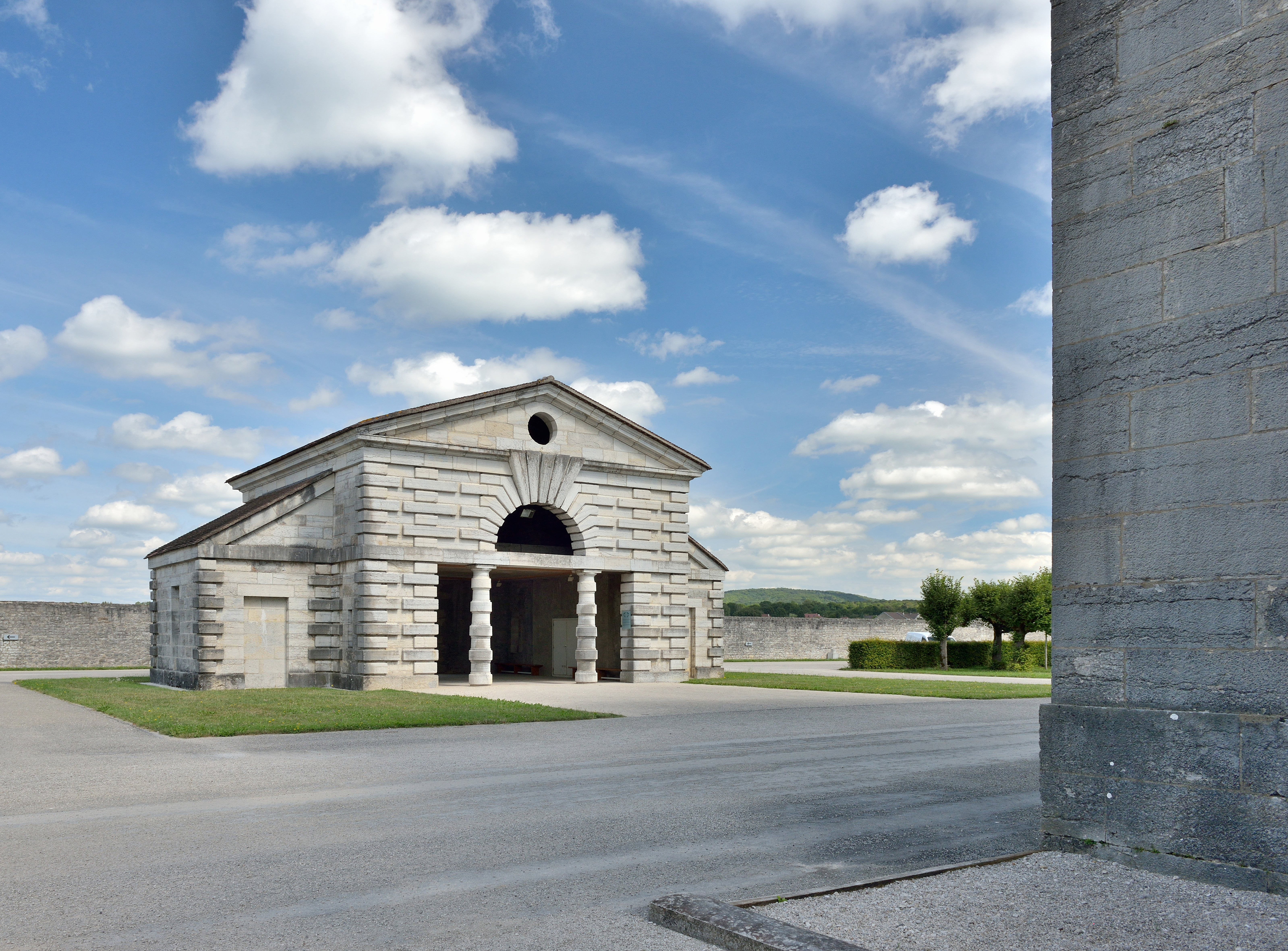
Remises et écurie du directeur des Saline royales d'Arc-et-Senans en France

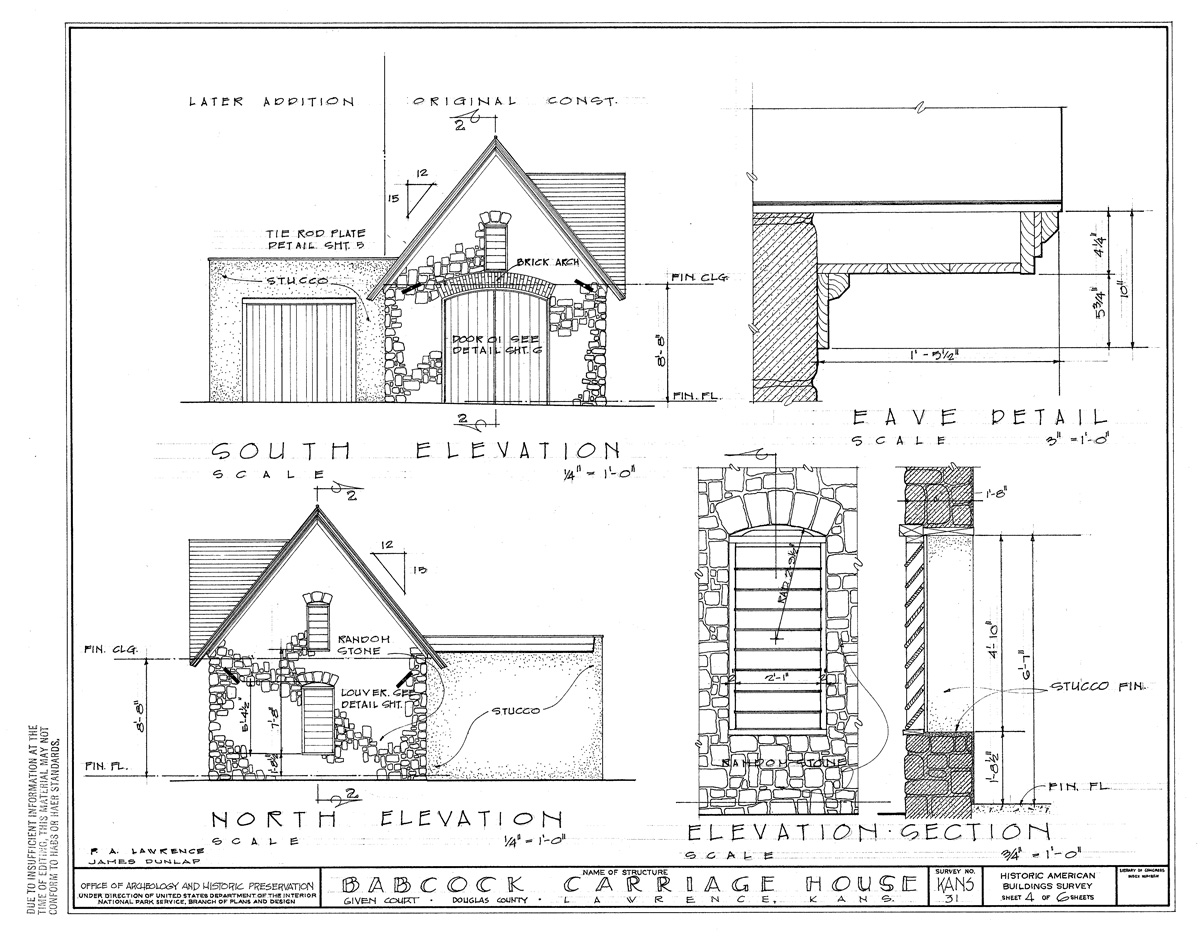
Petite remise, Douglas County, KS.

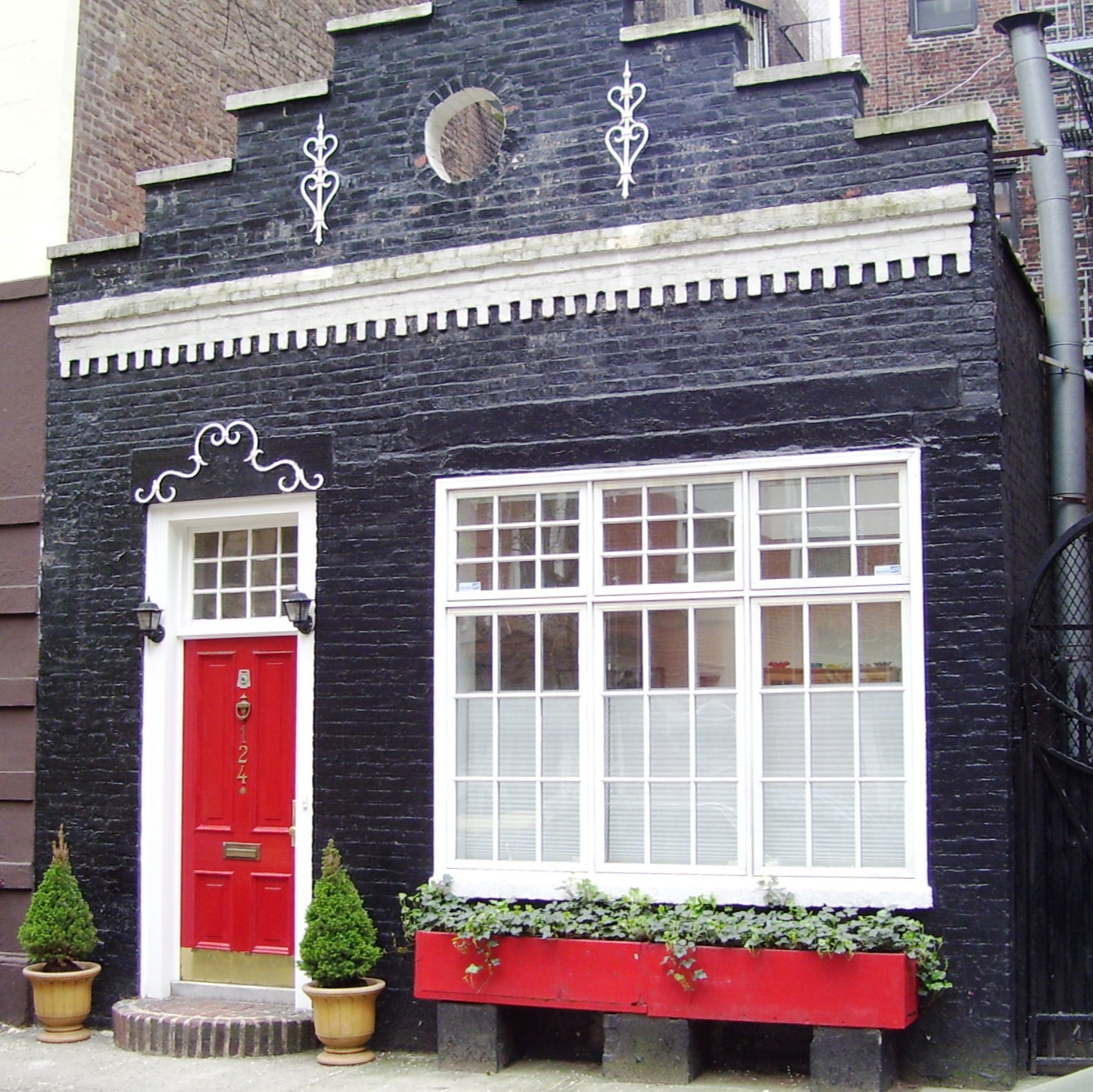
Remise transformée en maison unifamiliale à Manhattan.

En architecture, une remise est un édifice où étaient remisés les véhicules, à l'époque de la traction animale (garage). On parlait parfois encore de remise au début du XXe siècle dans certains domaines utilisant des véhicules motorisés (chemin de fer par exemple). Ce terme est encore utilisé par les sapeurs-pompiers.
Une remise (en anglais carriage house ou  coach house) est une dépendance qui servait à ranger les calèches et le harnachement.
En Royaume-Uni ce bâtiment fermier était appelé « cart shed » (abri à charrettes). Traditionnellement il s'agissait d’un bâtiment à un seul étage, ouvert sur la façade, avec des piliers régulièrement espacés pour soutenir le toit. Les remises sont souvent situées de l'autre côté de la basse-cour et peuvent être situées à côté des écuries et des routes, donnant un accès direct aux champs,.

## Usages actuels
Les calèches étant aujourd'hui beaucoup moins utilisées que dans le passé, le monde moderne a besoin de très peu de vraies remises. En conséquence, de nombreuses remises ont été transformées en logements secondaires, chambres d’hôtes, garages pour voiture, bureaux, ateliers, petits commerces, bars, restaurants ou entrepôts. Cependant, ces structures sont encore souvent appelées remises en référence à leur fonction d'origine et indépendamment de leur utilisation actuelle.

## Conception
Les remises des petites maisons de ville étaient petites et fonctionnelles, appropriées seulement pour abriter une petite calèche. Cependant, les remises des grands domaines pouvaient être très élaborées et assez grandes pour y abriter plusieurs chariots, des chevaux, leur harnachement, et du foin. Il pouvait même y avoir des pièces pour le personnel qui s'occupait des chevaux et des chariots. Parfois on y gardait aussi les chevaux, mais généralement on les mettait ailleurs, dans une grange ou une écurie.

## Autres utilisations modernes
En raison de la nature élaborée et prestigieuse de certaines grandes remises, le terme « Carriage House » (en anglais) est couramment utilisé dans l’appellation de magasins d'antiquités et de restaurants. Parfois, ces établissements se trouvent en effet dans des anciennes remises.